# ZF Friedrichshafen
ZF Friedrichshafen AG eller ZF Group (oprindeligt Zahnradfabrik Friedrichshafen) er en tysk multinational producent af bildele med hovedkvarter i Friedrichshafen. Virksomheden designer, udvikler og fremstiller til bilindustrien og produkterne omfatter gear og karrosseri. De er involveret i dele til tog, skibe, forsvarsmateriel, fly og forskellige industrier. ZF har 241 fabrikker i 41 lande med ca. 148.000 (2019) ansatte.
ZF Friedrichshafen ejes med over 90 % af Zeppelin-Stiftung, som i høj grad kontrolleres af byen Friedrichshafen.
Virksomheden blev etableret i 1915 i Friedrichshafen af Luftschiffbau Zeppelin GmbH, for at fremstille gear til zeppelinere og andre luftskibe. Efter Tysklands nederlag i 1. verdenskrig og betingelserne i Versaillestraktaten måtte virksomheden omstille sin produktion til bildele.